# Hakea rhombales
Hakea rhombales (лат.) — кустарник, вид рода Хакея (Hakea) семейства Протейные (Proteaceae). Произрастает в Западной Австралии и на Северной территории. Цветёт с апреля по сентябрь.

## Ботаническое описание

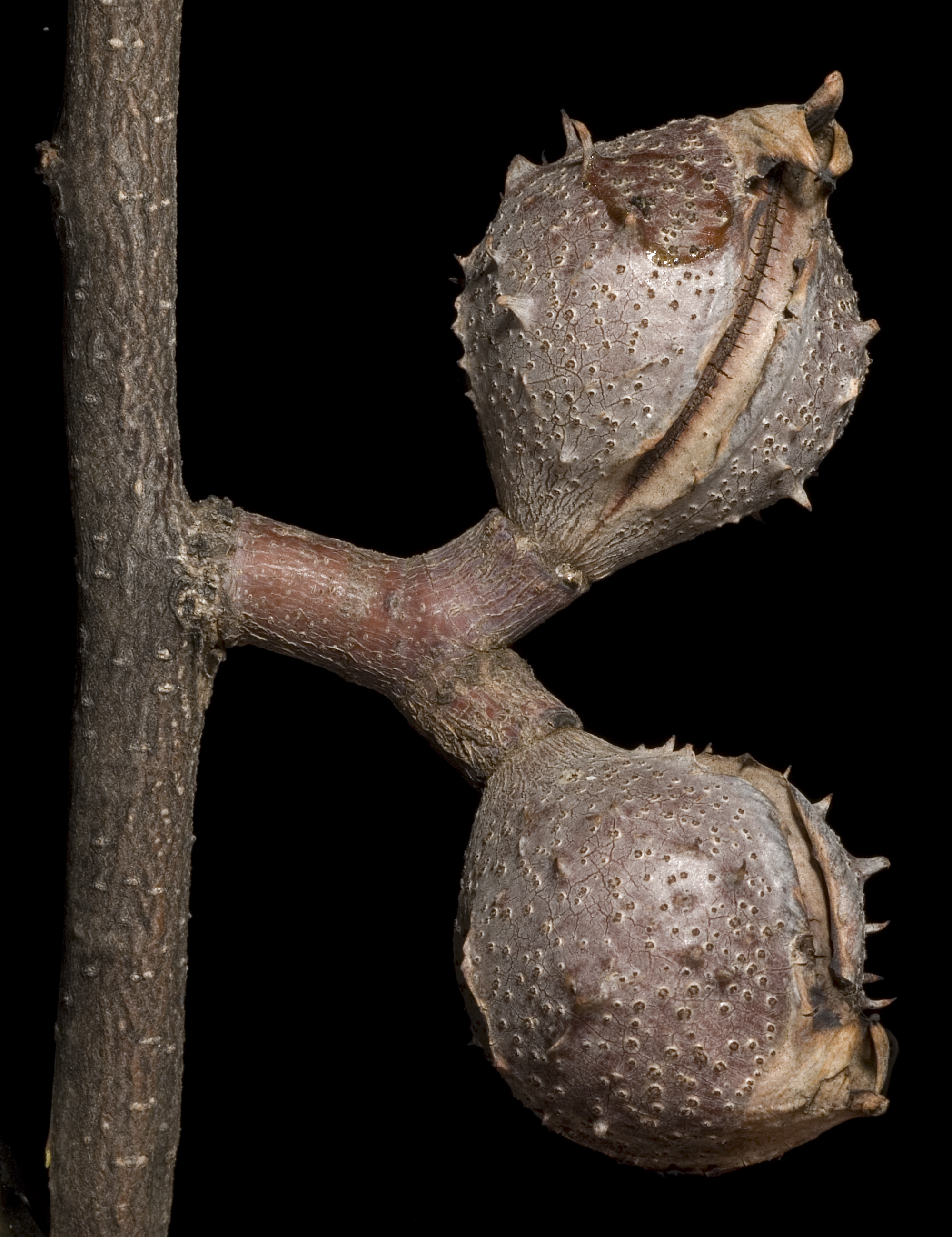
Плоды H. rhombales

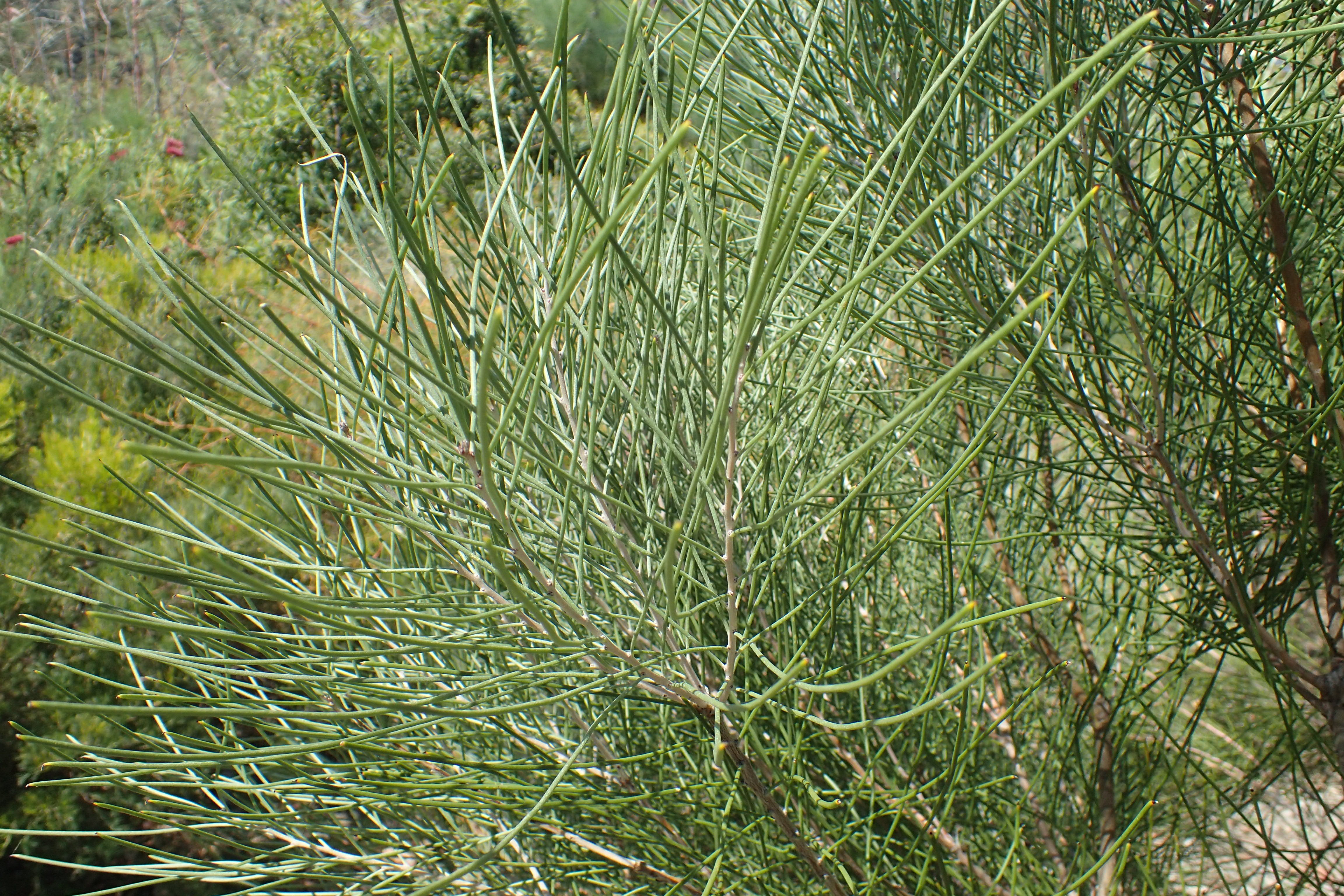
Листья H. rhombales

Hakea rhombales — кустарник высотой до 1,5-3 м и обычно такой же ширины. Цветёт с апреля по сентябрь и даёт красно-розово-фиолетовые цветки. Мелкие ветви и молодые листья опушены железистыми волосками. Простые листья имеют длину от 6,5 до 23 см и ширину от 1,6 до 1,9 мм. Соцветия прямые и иногда вырастают от старых ветвей, содержат 10-16 цветков с простой остью длиной от 7 до 11 мм. Соцветие голое или опушённое с цветоножками длиной около 6 мм. Плоды имеют косоугольную форму, длиной от 2,2 до 3,5 см и шириной от 1,6 до 2,3 см.

## Таксономия
Вид Hakea rhombales был описан немецким ботаником Фердинандом фон Мюллером в 1876 году в Fragmenta Phytographiae Australiae. Видовой эпитет — от латинского слова rhombus, означающего «ромб», относящегося к форме крыла на семени.

## Распространение и местообитание
Вид имеет рассеянное распространение по районам в районах Пилбара и Голдфилдс в Западной Австралии, где он встречается на песчаных дюнах, равнинах и склонах холмов. Растёт на песчаных или суглинистых почвах. Ареал простирается на восток на Северную территорию вокруг хребта Петерманна.

## Охранный статус
Вид Hakea rhombales классифицируется как «не угрожаемый» Департаментом парков и природы Западной Австралии.